# 海員俱樂部 (尖沙咀)
尖沙咀海員俱樂部（英語：Mariners' Club, Tsim Sha Tsui）位於香港九龍尖沙咀中間道11號，1967年落成，樓高12層，屬於第四代會址。建築已於2018年關閉並拆卸，並將重建為一幢綜合俱樂部及酒店用途的42層高大廈。

## 歷史
尖沙咀海員俱樂部現址的地皮是「海員之家及海員傳道會」（The Sailors Home and Mission to Seafarers）在1965年以市值全價換地取得，並一直自負盈虧為過境的海員及其家人提供住宿和福利服務。
前三代俱樂部均位於香港島，直至於第四代才選址於對岸的九龍。此俱樂部於1967年5月30日開幕，由港督戴麟趾主持儀式。
由於舊日尖沙咀的船運業蓬勃，海員俱樂部亦隨之興建於海運設施，如前水警總區總部、海運大廈等附近，為海員提供服務。
2000年代初，俱樂部位置曾經被批准重建成一幢住宅高樓，發展商為太古地產，但計劃最後告吹。
海員俱樂部主席黎定基（Anthony Nightingale）在2018年的訪問指出，尖沙咀的「海員之家」已有半世紀歷史，老化的會所設施遠低於現代標準，而重建計劃將確保俱樂部在未來能夠繼續自負盈虧。
在尖沙咀會址俱樂部重建期間，另一間位於葵涌貨櫃碼頭路二號的會所則稍作改動以繼續提供服務，並主要接待國際海員。

## 設施
會所為訪港及本地註冊海員提供服務：
- 住宿設施
- 酒吧及娛樂設施
- 室外游泳池及標準保齡球道
- 聖彼得教堂禮拜堂，定時舉行基督教崇拜和羅馬天主教彌撒

## 重建計劃

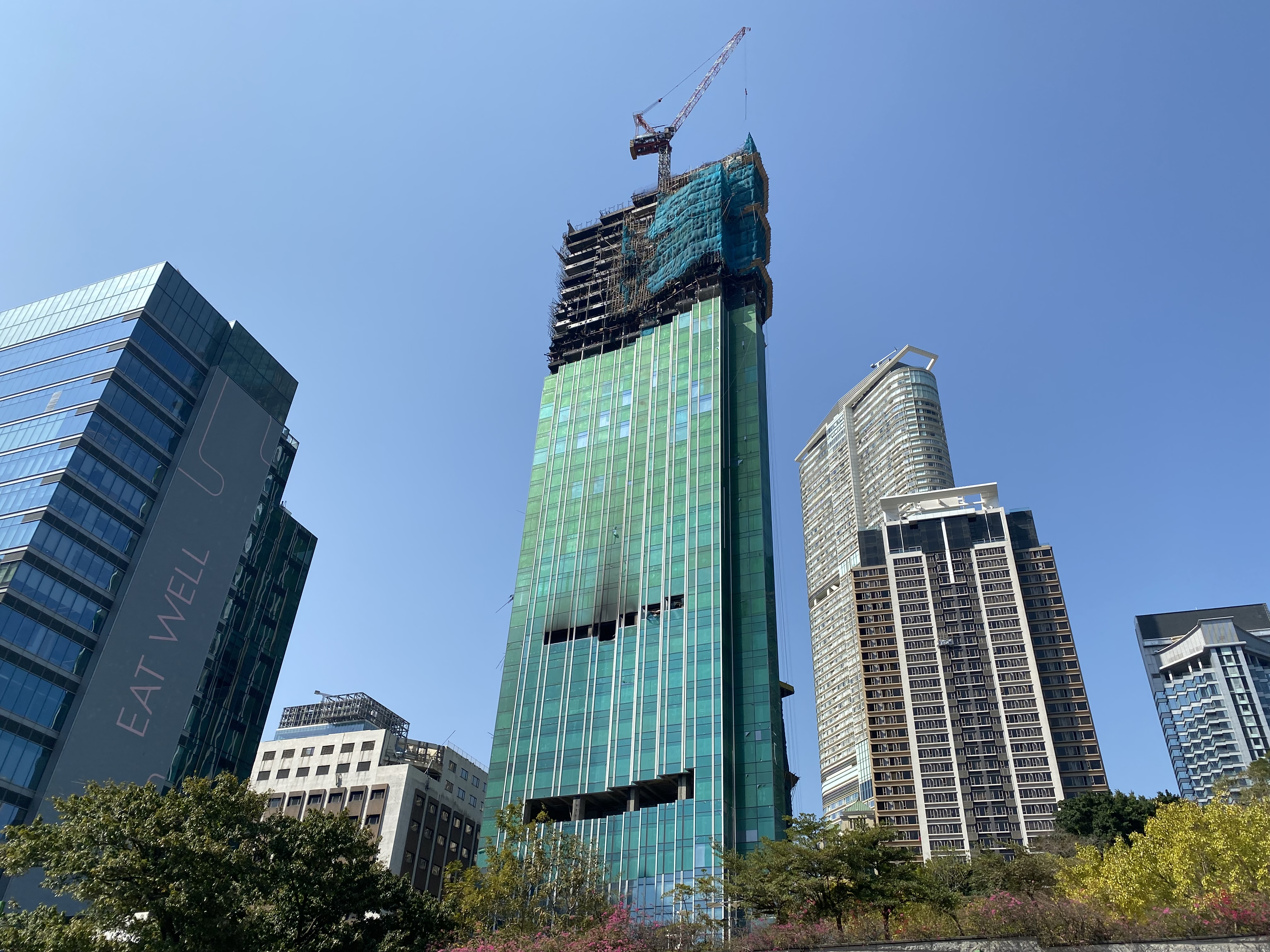
2023年3月2日，大廈地盤發生四級大火後，外牆棚架嚴重焚毀，而大廈低層亦有燒過的痕跡

2018年2月，由已故郭炳湘創立的帝國集團獨資投得「海員之家」重建項目，投資約60億元。
2018年6月15日，運輸及房屋局公布就重建位於尖沙咀的海員俱樂部，與海員之家和海員傳道會進行原址換地，以維持為海員提供的福利服務，過程中發展商補地價約11.3億元。
2018年7月，重建工程展開，預計於2022年落成。重建後為綜合用途樓宇，低層為新的海員俱樂部，高層則為商住酒店。
2019年5月28日，帝國集團與洲際酒店集團舉行酒店項目簽約儀式，引入金普頓酒店品牌營運，並公布項目重建為一幢42層高的綜合大樓，低層用作海員會所，9至42樓為酒店，屆時大樓將會成為維多利亞港天際線的一部份。
2023年3月2日晚上11時11分，重建中的「海員之家」大廈地盤發生四級大火，多個樓層起火焚燒，包括外牆建築物料及棚架。火勢更波及鄰近6棟大廈，至少兩人受傷。大火於翌日早上8時許大致救熄。消防處於行動中共派出250名消防及救護人員，疏散約170名市民，12人須入住臨時庇護中心。而地盤並非首次發生大火。地盤8樓位置在2022年9月21日曾有棚架起火，經調查後相信有人丟棄煙蒂留下火種肇禍。

## 圖片

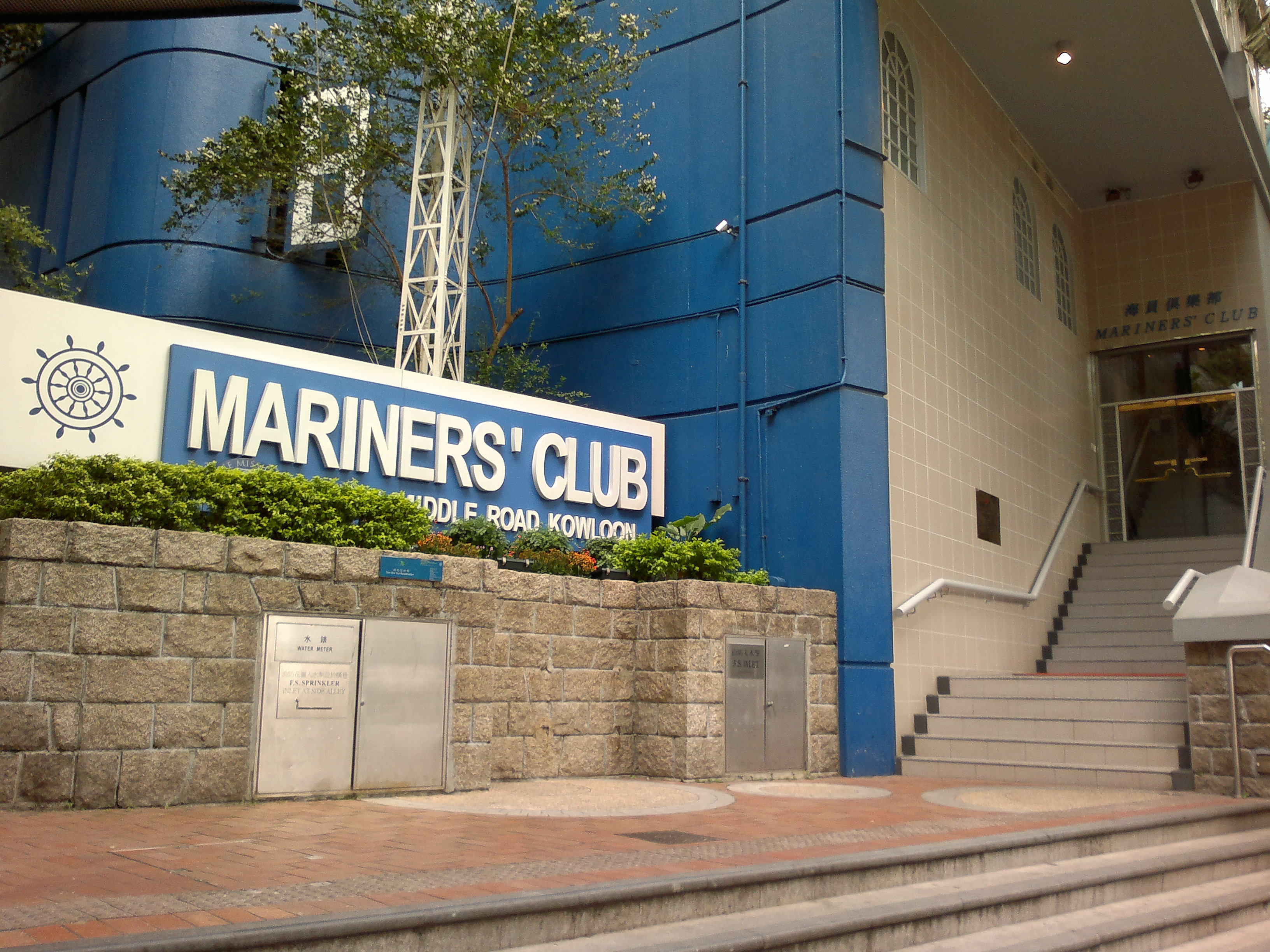
海員俱樂部在中間道的入口
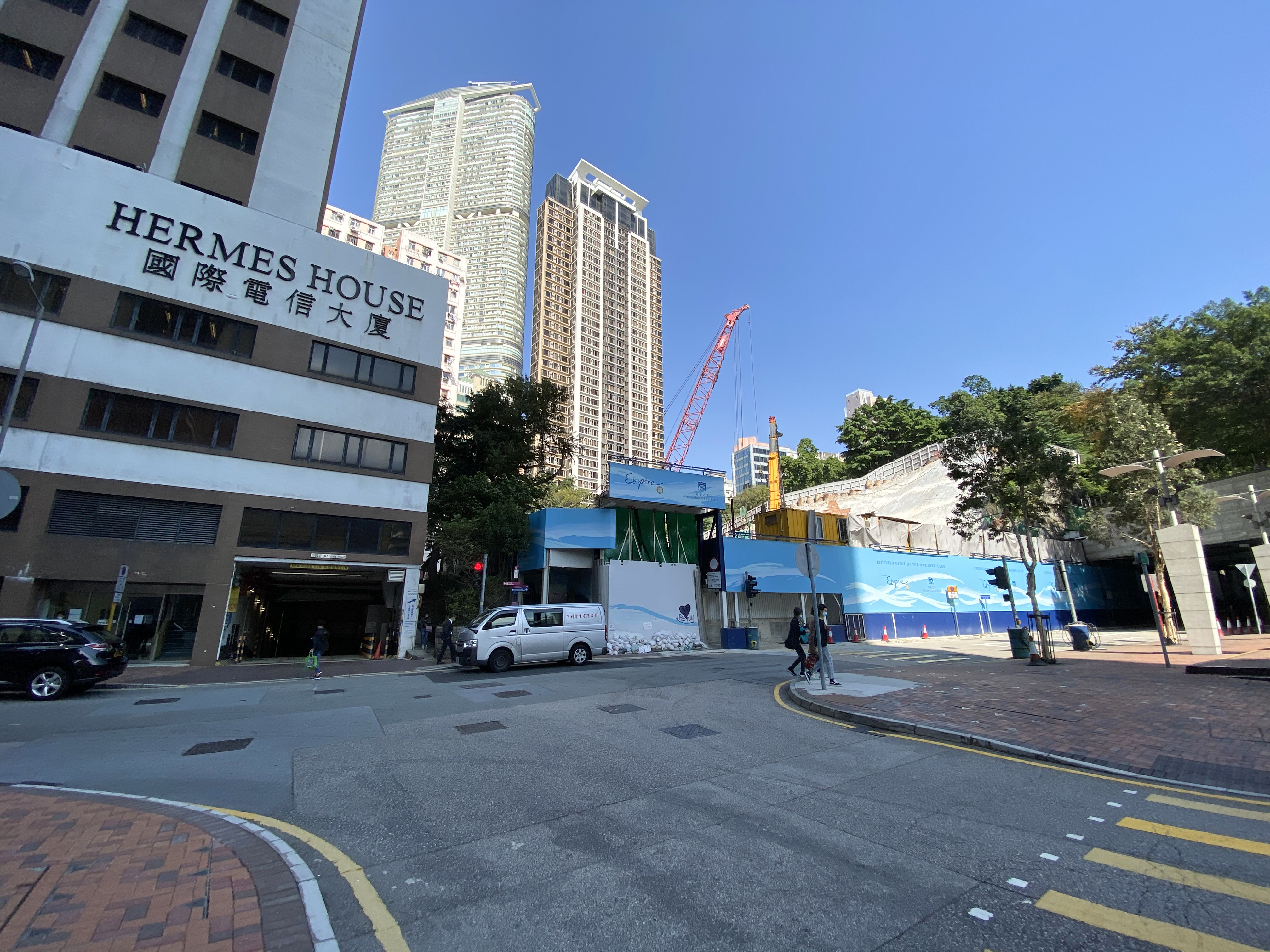
重建地盤（2020年11月）
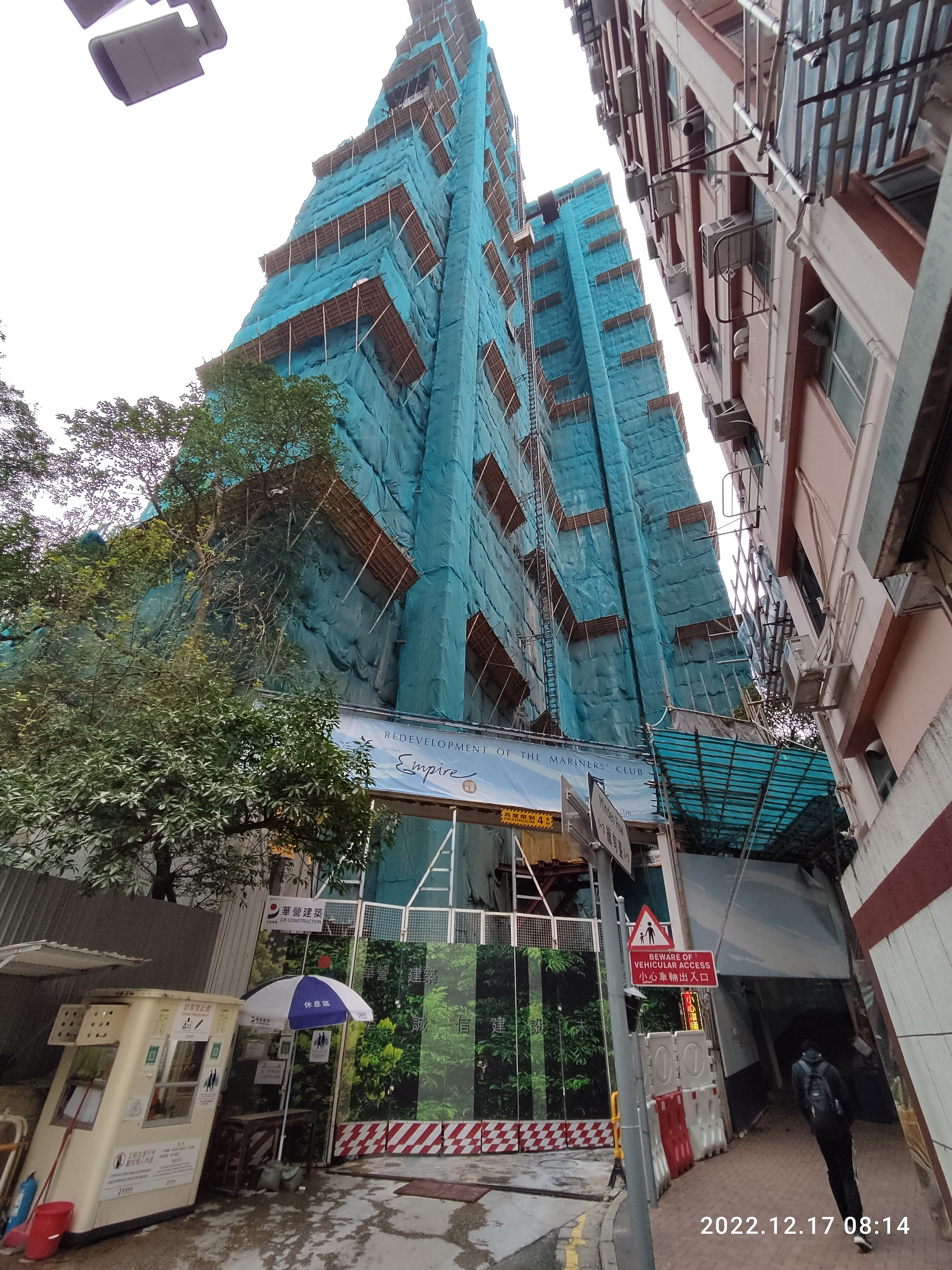
發生大火前的重建地盤（2022年12月）
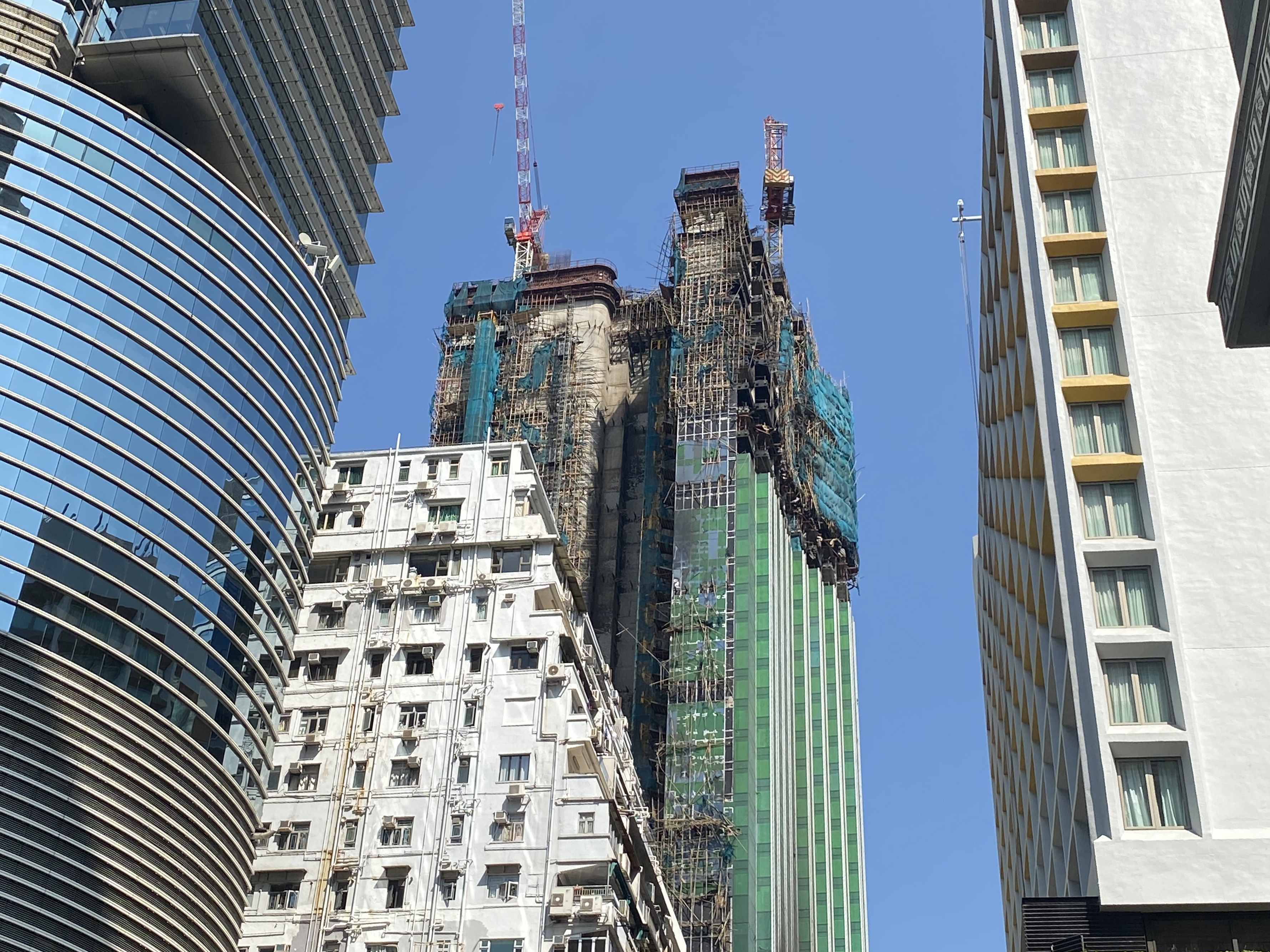
近鏡拍攝發生大火後的重建地盤（2023年3月）

## 外部連結
- 海員之家 The Mariners' Club （页面存档备份，存于）（英文）
- 海員俱樂部的Facebook專頁
- 電子版香港法例：第1042章《海員俱樂部法團條例》（繁體中文）